# Ponos
Ponos (altgriechisch Πόνος Pónos, deutsch ‚Mühe, Not, Leiden‘) war in der griechischen Mythologie ein Daimon, der die Zwangsbemühung, die schwere Arbeit (Arbeitsleid) und die Ermüdung verkörpert. Ihm entspricht der Labor in der römischen Mythologie.
Nach Hesiods Theogonie war er der Sohn von Eris, während er in Ciceros De natura deorum von Nyx und Erebos abstammt.
In Senecas Tragödie Oedipus wird Oedipus von Ponos ins Exil begleitet.